# Alec Aalto
Alec Mikael Aalto, född 24 september 1942 i Helsingfors, död 24 december 2018 i samma stad, var en finländsk ämbetsman och diplomat, son till skådespelaren Märta Laurent.
Aalto blev juris kandidat vid Helsingfors universitet 1967 och studerade 1968–1970 vid University College vid Oxfords universitet. Han var redaktör vid Yle 1970–1972, statsministerns sekreterare 1975 och biträdande direktör vid oljebolaget Neste 1976–1978. Han övergick 1979 i Utrikesministeriet tjänst och blev chef för ministeriets press- och kulturcenter, konsultativ tjänsteman 1985 och biträdande avdelningschef 1986.
Han var Finlands ambassadör i Wien och Ljubljana 1991–1995 och tjänstgjorde 1995–1997 som statsministerns utrikespolitiske specialmedarbetare. Han var vidare statssekreterare för EU-frågor 1997–1903 och chef för EU-sekretariatet vid statsrådet 2000–1903. Han var ambassadör i Rom 2002–2006 och i Stockholm 2006–2010.
Aalto var gift och har en dotter. Han talade svenska som modersmål.